# R Pavonis
R Pavonis är en pulserande variabel av Mira Ceti-typ  i stjärnbilden Påfågeln. Stjärnan var den första i Påfågelns stjärnbild som fick en variabelbeteckning.
Stjärnan varierar mellan visuell magnitud +6,86 och 14,0 med en period av 234 dygn.

## Fotnoter
1. ↑  Variabelstjärnornas beteckningar börjar med bokstäverna R-Z, därefter A-Q , följt av RR-ZZ och AA-QQ, varefter de börjar betecknas med bokstaven V och ett ordningsnummer, från och med V335.